# Ekonomika Francie
Vysoce rozvinutá ekonomika Francie, která stojí především na volném trhu, je podle Světové banky a Mezinárodního měnového fondu šestou nejsilnější ekonomikou ve světě a desátou dle parity kupní síly. Po Německu je druhou největší ekonomikou Evropské unie. Francie mj. patří do tzv. G8, sdružení ekonomicky nejvyspělejších států světa.
Ve francouzské ekonomice dominuje zejména sektor služeb, který v roce 2017 představoval 78,8 % jejího HDP, zatímco sekundární sektor (hlavně průmysl) 19,5 % a primární sektor (zemědělství, rybolov atd.) zbývajících 1,7 %. Jako pátý největší obchodující národ na světě je Francie také nejnavštěvovanější destinací a vůdčí zemědělskou velmocí EU.
Na evropském kontinentě zaujímala Francie k roku 2020 status největšího příjemce přímých zahraničních investic (PIZ) a rovněž pozici druhého evropského státu s největšími výdaji na výzkum a vývoj. V roce 2019 obsadila patnáctou příčku nejkonkurenceschopnějšího státu a následně se, podle žebříčku Bloomberg Innovation Index z roku 2020, zařadila mezi deset nejvíce inovativních zemí na světě.
Podle MMF byla v roce 2018 Francie devatenáctou zemí světa podle HDP na jednoho obyvatele v paritě kupní síly 42 878 amerických dolarů. Téhož roku byla uvedena na Indexu lidského rozvoje OSN s hodnotou 0,891 (což naznačuje velmi vysoký lidský rozvoj) a jednadvacátá na Indexu vnímání korupce.
Paříž, jako hlavní město Francie a jedno z předních světových měst, má jedno z největších městských HDP na světě, a je prvním městem v Evropě (třetí na světě) v počtu společností zařazených do žebříčku Fortune’s Fortune Global 500. Kromě toho byla Paříž, v roce 2019 podle KPMG, hodnocena jako druhé nejatraktivnější globální město na světě. La Défense, pařížská centrální obchodní čtvrť, byla společností Ernst & Young v roce 2017 hodnocena jako vedoucí obchodní čtvrť v kontinentální Evropě, a čtvrtá nejdůležitější na světě. V Paříži sídlí i organizace OECD. Mezi další významná ekonomická centra patří Lyon, Toulouse (centrum evropského leteckého průmyslu), Marseille, Nice a Bordeaux.
Francii v roce 2019 obývalo 2 400 000 dolarových milionářů. Tentýž rok bylo průměrné bohatství na dospělého 262 100 amerických dolarů. Bohatství francouzských miliardářů se mezi lety 2007 a 2017 ztrojnásobilo, a v dubnu 2020 byl nejbohatším Evropanem Francouz Bernard Arnault (3. nejbohatší člověk planety, podle Forbes), výkonný ředitel a předseda představenstva koncernu LVMH, do kterého spadají značky jako Louis Vuitton, Möet & Chandon nebo Hennessy.

## Korporace
Se 31 společnostmi, které patří mezi 500 největších společností na světě, byla Francie v roce 2020 nejvíce zastoupenou evropskou zemí ve Fortune Global 500, kde předstihla Německo (27 společností) a Spojené království (22 společností).
Několik francouzských korporací patří mezi největší ve svých průmyslových odvětvích. Jedná se například o AXA v pojišťovnictví a Air France v letecké dopravě. Mimo značku L’Oreal, která patří mezi největší kosmetické společnosti na světě, stojí za zmínku například LVMH a Kering, což jsou dvě největší společnosti na světě s luxusními výrobky. V oblasti energetiky a veřejných služeb patří Engie a EDF ke špičce energetických společností světa. Další společnost je například Areva, která se zabývá jadernou energií. Veolia Environment je největší světová společnost poskytující služby v oblasti životního prostředí a vodohospodářství. Vinci SA, Bouygues a Eiffage jsou velké stavební společnosti; Michelin se řadí mezi 3 největší výrobce pneumatik; JCDeaux je největší světová společnost pro venkovní reklamu; společnosti BNP Paribas, Credit Agricole a Société Générale se řadí mezi největší na světě podle aktiv. Capgemini a Atos patří mezi největší technologické poradenské společnosti.
Carrefour je druhá největší maloobchodní skupina na světě z hlediska tržeb; Total patří do TOP 5 největších soukromých ropných společností světa; Danone je pátou největší potravinářskou společností na světě a největším světovým dodavatelem minerální vody; Sanofi Aventis je pátou největší farmaceutickou společností na světě; Publicis je třetí největší reklamní společností světa; PSA je šestý světový a v Evropě druhý největší výrobce automobilů; Accor je přední evropská hotelová skupina; Alstom je jedním z předních světových konglomerátů v železniční dopravě.

## Vzestup a úpadek dirigismu
Francie zahájila ambiciózní a velmi úspěšný program modernizace pod koordinací státu. Tento program dirigismu (tedy centrální řízení celého národního hospodářství ze strany státu), realizovaný většinou vládami v letech 1944 až 1983, zahrnoval státní kontrolu nad určitými průmyslovými odvětvími, jako je doprava, energetika a telekomunikace.
Ve volbách v roce 1981, kdy byl François Mitterrand zvolen prezidentem, došlo ke krátkodobému nárůstu vládní kontroly nad ekonomikou, která znárodnila mnoho průmyslových odvětví a soukromých bank. Tato forma zvýšeného dirigismu byla kritizována již v roce 1982. V roce 1983 se vláda rozhodla vzdát se dirigismu a zahájit éru přísnosti nebo korporace. Výsledkem bylo, že vláda do značné míry ustoupila od ekonomických intervencí; dirigismus nyní v podstatě ustoupil, i když některé jeho rysy zůstávají ve francouzské ekonomice stále. Francouzská ekonomika rostla a měnila se pod vládním vedením a plánováním mnohem víc než jiné evropské země.
I přesto, že se dnes již jedná o široce liberalizovanou ekonomiku, vláda v ní nadále hraje významnou roli. Vládní výdaje ve výši 56 % HDP za rok 2014 byly druhé nejvyšší v Evropské unii. Pracovní podmínky a mzdy jsou vysoce regulované. Vláda nadále vlastní akcie společností v několika odvětvích, včetně výroby a distribuce energie, automobilů, dopravy a telekomunikací.  

## Vládní finance

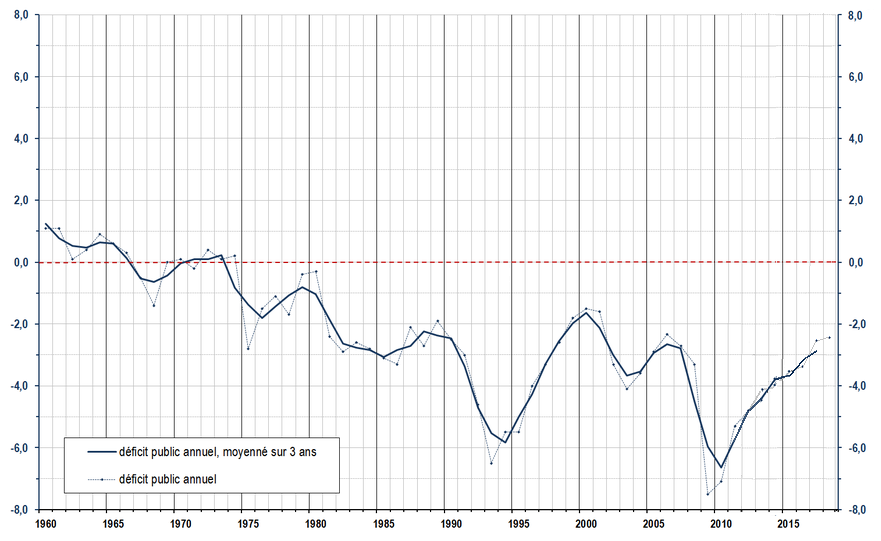
Výpůjčky francouzské vlády (rozpočtové deficity) jako procento HNP, 1960–2009

V dubnu a květnu 2012 se ve Francii konaly prezidentské volby, v nichž vyhrál François Hollande, který se posléze postavil proti úsporným opatřením a slíbil, že do roku 2017 odstraní francouzský rozpočtový deficit. Nová vláda uvedla, že si klade za cíl zrušit nedávno přijaté daňové škrty a výjimky pro bohaté, a dalším cílem bude zvýšení sazby nejvyšší daňové skupiny na 75 % u příjmů nad milion eur, obnovení důchodového věku na 60 let s plným důchodem pro ty, kteří odpracovali 42 let, obnovení 60 000 pracovních míst, která byla zrušena z veřejného vzdělání, regulace zvýšení nájemného a budování dalších veřejných bytů pro chudé.  
V červnu 2012 získala Hollandova socialistická strana celkovou většinu ve volbách, což jí dalo schopnost změnit francouzskou ústavu a umožnit okamžité uzákonění slíbených reforem. Úrokové sazby francouzských vládních dluhopisů klesly o 30 % na rekordní minima, o necelých 50 bazických bodů více než sazby německých státních dluhopisů.
V červenci 2020, během pandemie covidu-19, francouzská vláda poprvé v historii vydala desetileté dluhopisy, které měly záporné úrokové sazby (což znamená, že investoři kupující francouzské dluhopisy budou splácet, nikoli přijímat úroky za spoluvlastnictví francouzského státního dluhu).
Francie vlastnila v roce 2020 čtvrté největší zásoby zlata na světě.

## Národní dluh

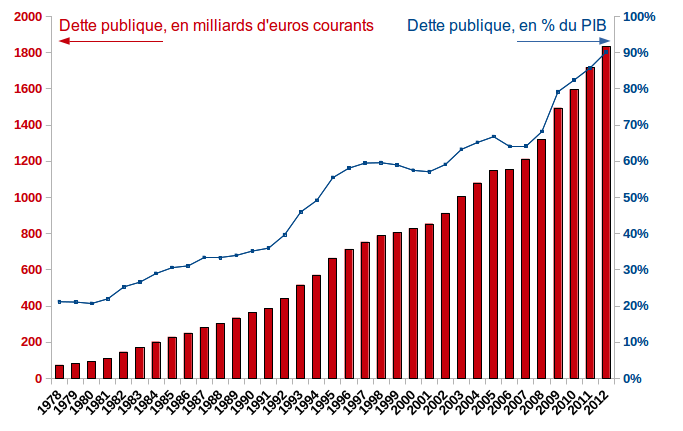
Francouzský národní dluh v letech 1978 až 2009

Vláda Francie má každoročně deficit v rozpočtu od začátku 70. let.  Od roku 2019 dosáhl francouzský vládní dluh ekvivalentu 2 331 miliard EUR, což odpovídá 99,2 % francouzského HDP. Podle pravidel Evropské unie mají členské státy omezit svůj dluh na 60 % produkce, nebo strukturálně snižovat poměr k tomuto počtu a dosáhnout veřejného deficitu nepřesahujícího 3 % HDP.
Na konci roku 2012 ratingové agentury varovaly, že rostoucí úrovně francouzského národního dluhu riskují francouzský úvěrový rating AAA, což zvyšuje možnost budoucího snížení úvěru a následných vyšších nákladů na půjčky pro francouzskou vládu. V roce 2012 snížily rating Francie agentury Moody’s, Standard & Poor’s a Fitch na rating AA+. V prosinci 2014 Fitch a S&P dále snížily úvěrový rating Francie na AA.

## Data
| Rok  | HDP (v miliardách EUR) | HDP na obyvatele (v EUR) | Růst HDP | Inflace (v procentech) | Nezaměstnanost (v procentech) | Zůstatek rozpočtu (v procentech HDP) |
| ---- | ---------------------- | ------------------------ | -------- | ---------------------- | ----------------------------- | ------------------------------------ |
| 1980 | 453,2                  | 8,435                    | 1,8 %    | 13,1 %                 | 6,2 %                         | − 0,4 %                              |
| 1981 | 511,7                  | 9,470                    | 1,1 %    | 13,3 %                 | 7,4 %                         | − 2,4 %                              |
| 1982 | 587,9                  | 10,821                   | 2,5 %    | 12,0 %                 | 8,1 %                         | − 2,8 %                              |
| 1983 | 652,8                  | 11,945                   | 1,2 %    | 9,5 %                  | 7,4 %                         | − 2,5 %                              |
| 1984 | 709,6                  | 12,927                   | 1,5 %    | 7,7 %                  | 8,5 %                         | − 2,7 %                              |
| 1985 | 760,5                  | 13,788                   | 1,6 %    | 5,8 %                  | 8,7 %                         | − 2,9 %                              |
| 1986 | 817,8                  | 14,759                   | 2,4 %    | 2,5 %                  | 8,9 %                         | − 3,2 %                              |
| 1987 | 859,8                  | 15,442                   | 2,6 %    | 3,3 %                  | 9,2 %                         | − 2,0 %                              |
| 1988 | 929,4                  | 16,607                   | 4,7 %    | 2,7 %                  | 8,8 %                         | − 2,5 %                              |
| 1989 | 1 001,8                | 17,805                   | 4,4 %    | 6,6 %                  | 8,7 %                         | − 1,8 %                              |
| 1990 | 1 058,6                | 18,711                   | 2,9,%    | 0,3 %                  | 8,4 %                         | − 2,4 %                              |
| 1991 | 1 097,1                | 19,304                   | 1,0 %    | 3,4 %                  | 8,6 %                         | − 2,8 %                              |
| 1992 | 1 136,8                | 19,906                   | 1,6 %    | 2,5 %                  | 9,4 %                         | − 4,6 %                              |
| 1993 | 1 148,4                | 20,018                   | − 0,6 %  | 2,2 %                  | 10,3 %                        | − 6,3 %                              |
| 1994 | 1 186,3                | 20,609                   | 2,3 %    | 1,7 %                  | 10,7 %                        | − 5,4 %                              |
| 1995 | 1 225,0                | 21,211                   | 2,1 %    | 1,8 %                  | 10,5 %                        | − 5,1 %                              |
| 1996 | 1 259,0                | 21,730                   | 1,4 %    | 2,1 %                  | 10,8 %                        | − 3,9 %                              |
| 1997 | 1 299,7                | 22,365                   | 2,3 %    | 1,3 %                  | 10,9 %                        | − 3,6 %                              |
| 1998 | 1 358,8                | 23.307                   | 3,6 %    | 0,7 %                  | 10,7 %                        | − 2,4 %                              |
| 1999 | 1 408,1                | 24,072                   | 3,4 %    | 0,6 %                  | 10,4 %                        | − 1,6 %                              |
| 2000 | 1 485,3                | 25,235                   | 3,9 %    | 1,8 %                  | 9,2 %                         | − 1,3 %                              |
| 2001 | 1 544,6                | 26,026                   | 2,0 %    | 1,8 %                  | 8,5 %                         | − 1,4 %                              |
| 2002 | 1 594,3                | 26,711                   | 1,1 %    | 1,9 %                  | 8,3 %                         | − 3,1 %                              |
| 2003 | 1 637,4                | 27,244                   | 0,8 %    | 2,2 %                  | 8,5 %                         | − 3,9 %                              |
| 2004 | 1 710,7                | 28,274                   | 2,8 %    | 2,3 %                  | 8,8 %                         | − 3,5 %                              |
| 2005 | 1 772,0                | 29,066                   | 1,7 %    | 1,9 %                  | 8,9 %                         | − 3,2 %                              |
| 2006 | 1 853,2                | 30,184                   | 2,4 %    | 1,9 %                  | 8,8 %                         | − 2,3 %                              |
| 2007 | 1 945,7                | 31,486                   | 2,4 %    | 1,6 %                  | 8,0 %                         | − 2,5 %                              |
| 2008 | 1 995,8                | 32,121                   | 0,3 %    | 3,2 %                  | 7,5 %                         | − 3,2 %                              |
| 2009 | 1 939,0                | 31,041                   | − 2,9 %  | 0,1 %                  | 9,1 %                         | − 7,2 %                              |
| 2010 | 1 998,4                | 31,841                   | 1,9 %    | 1,7 %                  | 9,3 %                         | − 6,8 %                              |
| 2011 | 2 059,3                | 32,651                   | 2,2 %    | 2,3 %                  | 9,2 %                         | − 5,1 %                              |
| 2012 | 2 086,9                | 32,929                   | 0,3 %    | 2,2 %                  | 9,8 %                         | − 4,8 %                              |
| 2013 | 2 115,3                | 33,208                   | 0,6 %    | 1,0 %                  | 10,3 %                        | − 4,0 %                              |
| 2014 | 2 149,8                | 33,575                   | 1,0 %    | 0,6 %                  | 10,3 %                        | − 3,9 %                              |
| 2015 | 2 198,4                | 34,190                   | 1,1 %    | 0,1 %                  | 10,4 %                        | − 3,6 %                              |
| 2016 | 2 234,1                | 34,654                   | 1,1 %    | 0,3 %                  | 10,0 %                        | − 3,5 %                              |
| 2017 | 2 295,1                | 35,309                   | 2,3 %    | 1,2 %                  | 9,4 %                         | − 2,8 %                              |
| 2018 | 2 353,1                | 36,355                   | 1,8 %    | 2,1 %                  | 9,1 %                         | − 2,5 %                              |

## Ekonomické sektory

### Průmysl

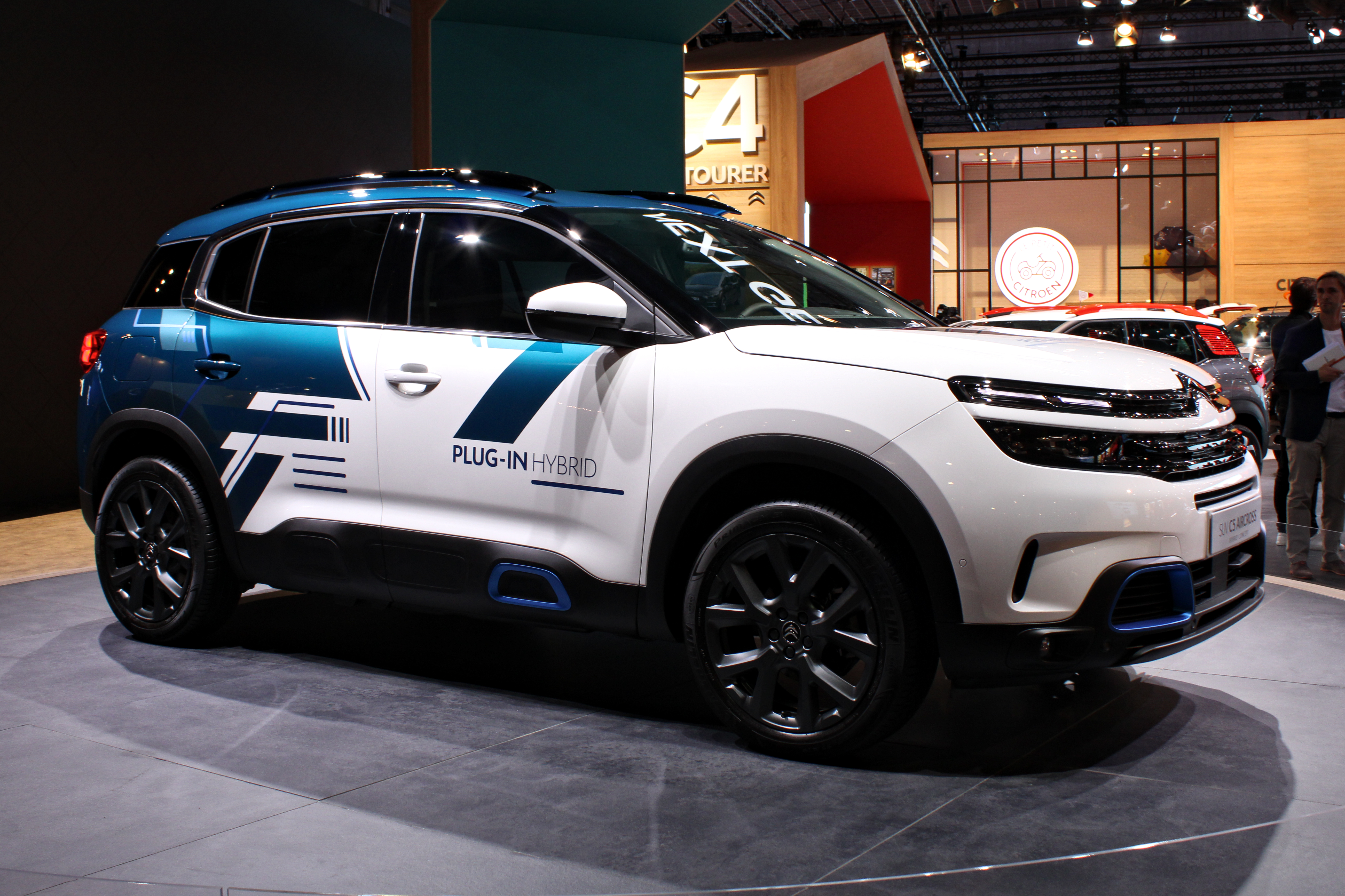
Citroën C5 Aircross

V roce 2019 byla Francie osmým největším producentem na světě, co se přidané hodnoty týče.
Předními průmyslovými odvětvími ve Francii jsou telekomunikace (včetně komunikačních satelitů), letecký a obranný průmysl, výroba lodí (námořní a speciální lodě), farmaceutický průmysl, stavebnictví, chemický průmysl, textil a výroba automobilů. Chemický průmysl je pro Francii klíčovým odvětvím, pomáhá rozvíjet další výrobní činnosti a přispívá k hospodářskému růstu.
Výdaje na výzkum a vývoj jsou zde také vysoké, dosahují až 2,26 % HDP.
Průmysl přispívá k francouzskému vývozu: od roku 2018 OEC odhaduje, že francouzský vývoz vedou letadla, vrtulníky a / nebo kosmické lodě (43,8 miliardy USD), automobily (26 miliard USD), balené léky (25,7 miliardy USD), díly vozidel (16,5 miliardy USD) a plynové turbíny (14,4 miliardy USD).
Sophia Antipolis je hlavním technologickým centrem pro francouzskou ekonomiku.

### Energie
Výroba elektřiny ve Francii (2006)
Francie je přední světovou zemí v oblasti jaderné energie, domovem globálních energetických gigantů Areva, EDF a GDF Suez: jaderná energie nyní představuje přibližně 78 % výroby elektřiny v zemi, oproti pouhým 8 % v roce 1973, 24 % v roce 1980, a 75 % v roce 1990. Jaderný odpad je skladován na v přepracovatelských zařízeních. Vzhledem k velkým investicím do jaderné energie je Francie nejmenším producentem oxidu uhličitého mezi sedmi nejprůmyslovějšími zeměmi na světě.
V roce 2006 činila elektřina vyrobená ve Francii 548,8 TWh, z toho:
- 428,7 TWh (78,1 %) bylo vyrobeno výrobou jaderné energie
- 60,9 TWh (11,1 %) bylo vyrobeno výrobou vodní energie
- 52,4 TWh (9,5 %) bylo vyrobeno za pomoci fosilních paliv
  - 21,6 TWh (3,9 %) uhelnou energií
  - 20,9 TWh (3,8 %) ze zemního plynu
  - 9,9 TWh (1,8 %) z výroby jiných fosilních paliv (topný olej a vedlejší produkty průmyslového plynu, jako jsou vysokopecní plyny
- 6,9 TWh (1,3 %) bylo vyrobeno jinými typy výroby energie (v zásadě z energetického odpadu a větrných turbín)
  - Elektřina vyrobená větrnými turbínami vzrostla z 0,596 TWh v roce 2004 na 0,963 TWh v roce 2005 a 2,15 TWh v roce 2006, stále to však představuje pouze 0,4 % z celkové výroby elektřiny (k roku 2006)

V listopadu 2004 EDF (což je zkratka pro Electricité de France), největší světová společnost poskytující veřejné služby a největší francouzský poskytovatel elektřiny, zaznamenala na akciovém trhu obrovský úspěch. Francouzský stát si přesto ponechává 70 % kapitálu.
Mezi další poskytovatele elektřiny patří Compagnie nationale du Rhône (CNR) a Endesa (prostřednictvím SNET).

### Zemědělství

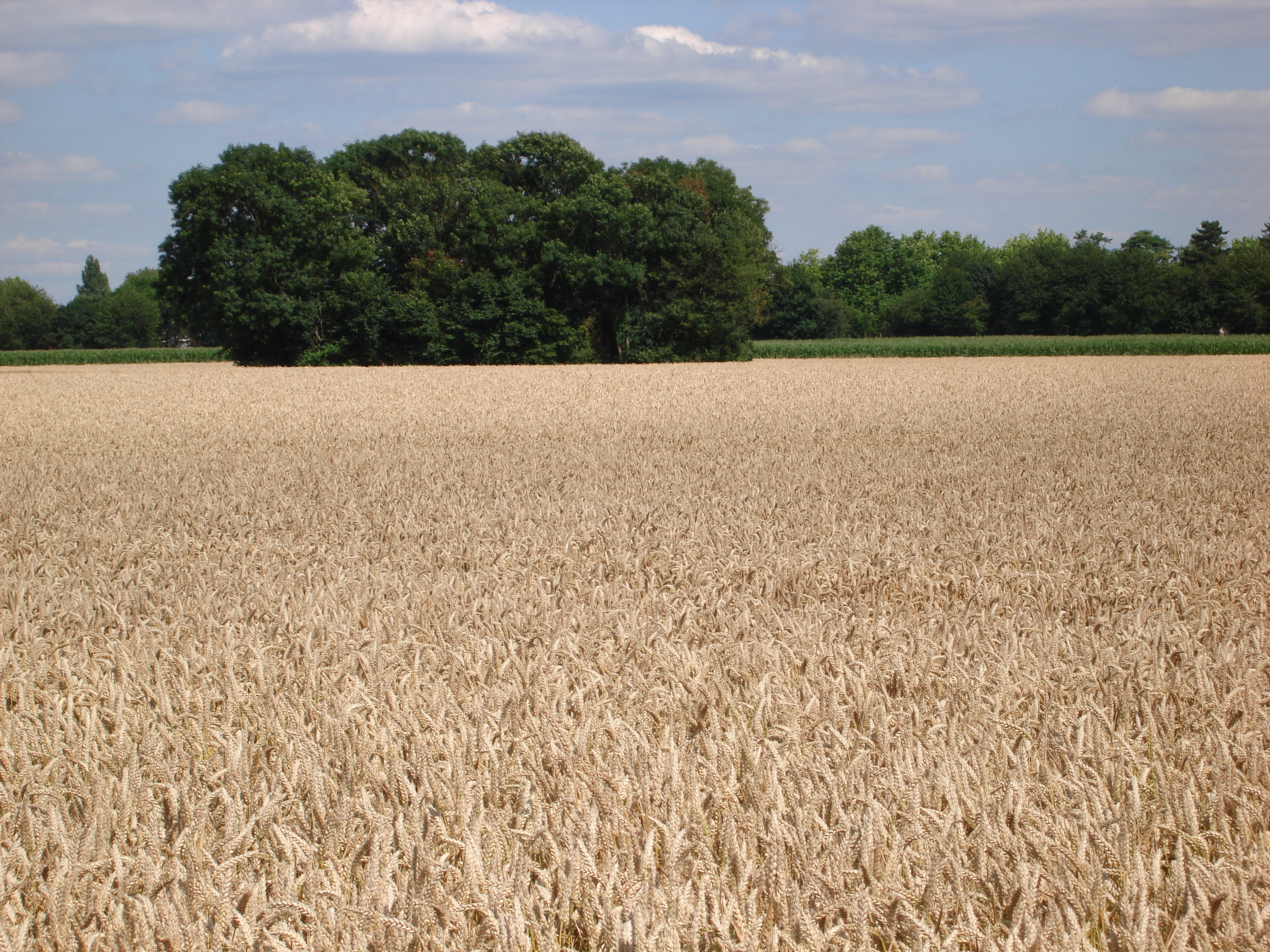
Pšeničné pole u Villiers-le-Bâcle. Francie je největším zemědělským výrobcem v EU

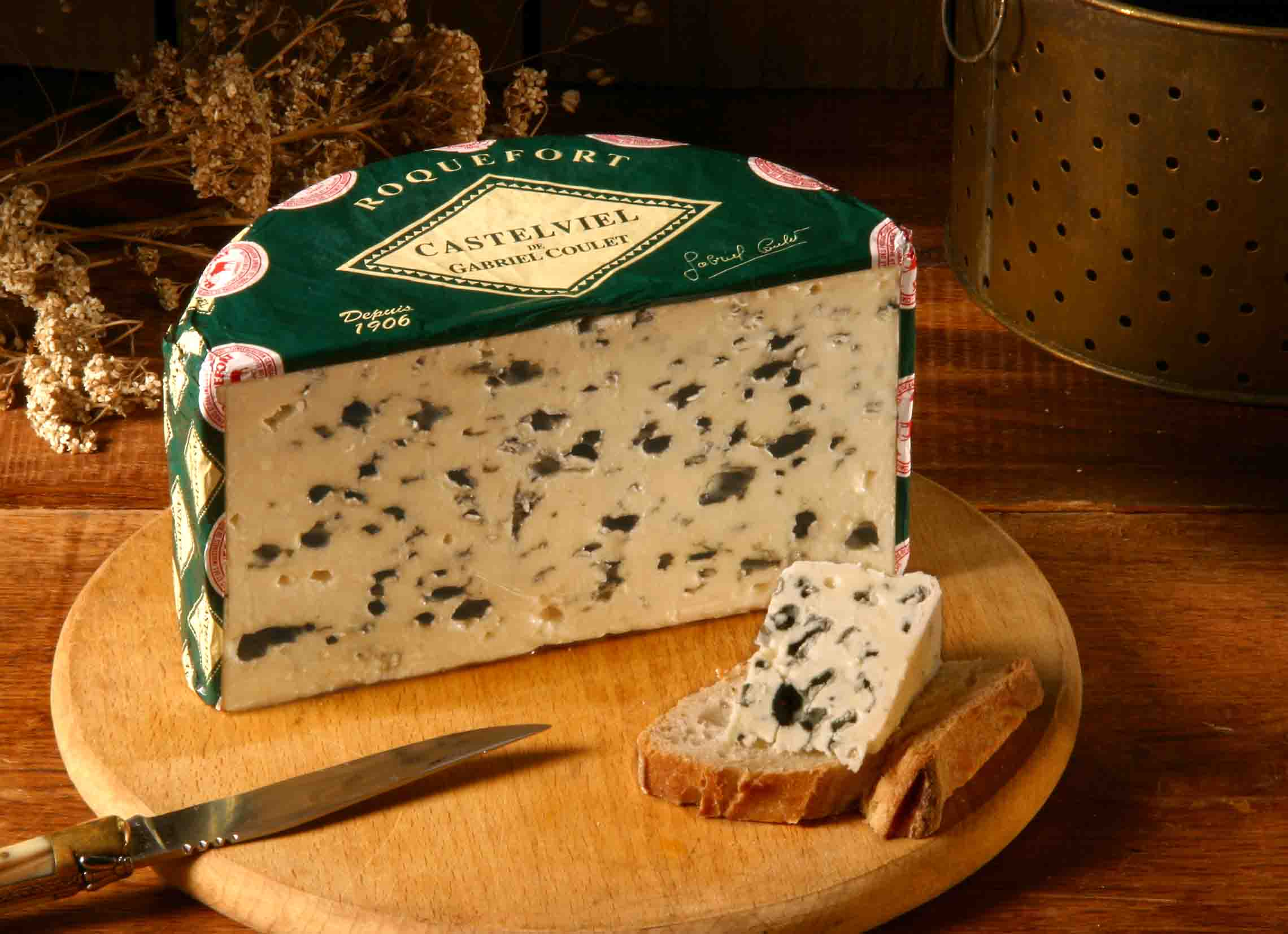
Sýr roquefort

Francie je šestým největším zemědělským producentem na světě, vedoucí zemědělskou silou EU a představuje přibližně jednu třetinu veškeré zemědělské půdy v EU. Na začátku 80. let byla Francie předním producentem tří hlavních zrn pšenice, ječmene a kukuřice. V roce 1983 vyprodukovala přibližně 24,8 milionu tun, v čemž byla daleko před Spojeným královstvím a západním Německem, dalšími dvěma největšími producenty pšenice.
Severní Francie se vyznačuje velkými pšeničnými farmami. Výroba mléčných výrobků, vepřového masa, drůbeže a jablek je soustředěna do západního regionu. Produkce hovězího masa se nachází ve střední Francii, zatímco produkce ovoce, zeleniny a vína sahá od střední do jižní Francie. Francie je velkým producentem mnoha zemědělských produktů a v současné době rozšiřuje svůj lesnický a rybářský průmysl.
Jako druhý největší vývozce zemědělských produktů na světě se Francie řadí hned za USA. Místo určení 49 % jejího vývozu jsou další členské státy EU. Francie rovněž poskytuje vývoz zemědělských produktů do mnoha chudých afrických zemí (včetně jejích bývalých kolonií), které čelí vážnému nedostatku potravin. Pšenice, hovězí, vepřové, drůbeží a mléčné výrobky jsou hlavními produkty vývozu.
Vývoz ze Spojených států čelí tvrdé konkurenci domácí produkce a ostatních členských států EU. Americký zemědělský vývoz do Francie v celkové hodnotě přibližně 600 milionů USD ročně sestává především ze sójových bobů a produktů ze sójových bobů, krmiv a krmiv, mořských plodů a spotřebního zboží, zejména lehkých jídel a ořechů. Francouzský vývoz do Spojených států jsou mnohem hodnotnějšími produkty, jako jsou sýry, zpracované výrobky a víno.
Francouzské odvětví zemědělství dostává dotace EU téměř 11 miliard EUR. Konkurenční výhoda Francie je většinou spojena s vysokou kvalitou a celosvětovým renomé jejích produktů, jako jsou sýry a víno.
Francie v roce 2018 vyrobila 39,5 milionu tun cukrové řepy (druhý největší producent na světě, hned za Ruskem), která slouží k výrobě cukru a etanolu; 35,8 milionů tun pšenice (5. největší producent na světě); 12,6 milionu tun kukuřice (11. největší producent na světě); 11,2 milionu tun ječmene (druhý největší producent na světě, pouze za Ruskem); 7,8 milionu tun brambor (8. největší producent na světě); 6,2 milionu tun hroznů (5. největší producent na světě); 4,9 milionu tun řepky (4. největší producent na světě, za Kanadou, Čínou a Indií); 2,2 milionu tun cukrové třtiny; 1,7 milionu tun jablek (9. největší producent na světě); 1,3 milionu tun triticale (4. největší producent na světě, pouze za Polskem, Německem a Běloruskem); 1,2 milionu tun slunečnicového semene (9. největší producent na světě); 712 tisíc tun rajčat; 660 tisíc tun prádla; 615 tisíc tun suchého hrachu; 535 tisíc tun mrkve; 427 tisíc tun ovsa; 400 tisíc tun sóji; kromě menší produkce jiných zemědělských produktů.

### Cestovní ruch

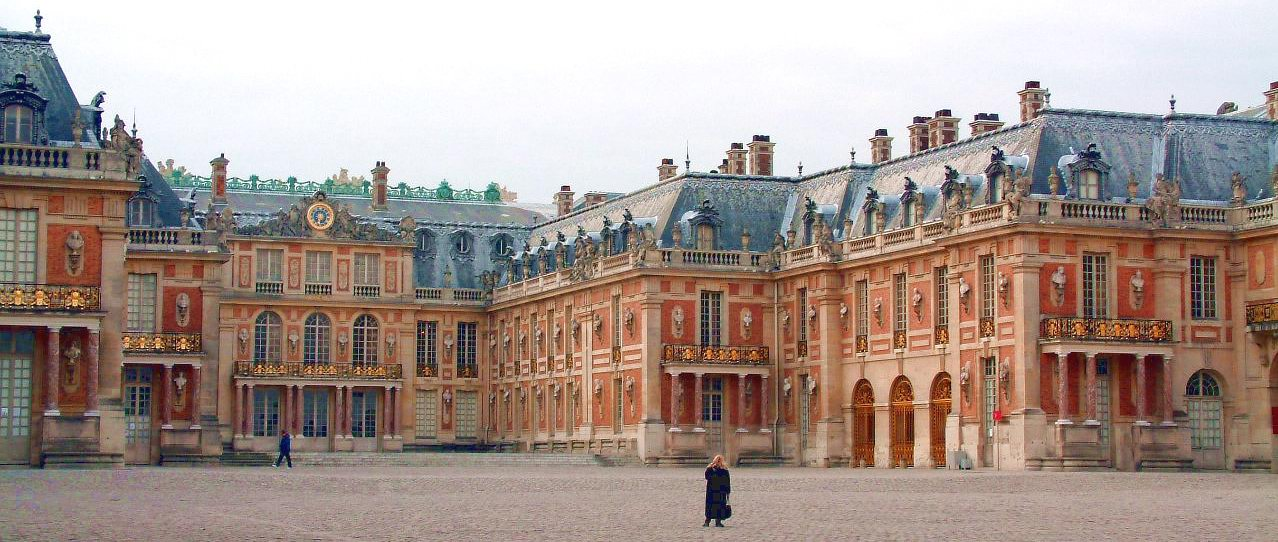
Zámek ve Versailles, jeden z nejoblíbenějších turistických cílů ve Francii. Francie je nejnavštěvovanější turistickou destinací na světě

Francie je nejoblíbenější turistickou destinací na světě s více než 83,7 miliony zahraničních turistů v roce 2014 před Španělskem (58,5 milionu v roce 2006) a USA (51,1 milionu v roce 2006). Toto číslo vylučuje lidi, kteří ve Francii pobývají méně než 24 hodin, například Severoevropané překračující Francii na cestě do Španělska nebo Itálie v létě.
Francie je sídlem měst s velkým kulturním zájmem (především Paříž), pláží a přímořských letovisek, lyžařských středisek a venkovských oblastí, které si mnoho lidí užívá pro svou krásu a klid. Francie také přitahuje mnoho náboženských poutníků do Lourdes, města v departementu Hautes-Pyrénées, které každoročně hostí několik milionů návštěvníků.
Podle údajů z roku 2003 patří k některým oblíbeným turistickým místům (v návštěvnících za rok): Eiffelova věž (6,2 milionu), muzeum Louvre (5,7 milionu), palác ve Versailles (2,8 milionu), Cité des Sciences et de l ' Industrie (2,6 milionu), Musée d'Orsay (2,1 milionu), Arc de Triomphe (1,2 milionu), Centre Pompidou (1,2 milionu), Mont-Saint-Michel (1 milion), Château de Chambord (711 000), Sainte-Chapelle (683 000), Château du Haut-Kœnigsbourg (549 000), Puy de Dôme (500 000), Musée Picasso (441 000), Carcassonne (362 000). Nejoblíbenějším místem ve Francii je však Disneyland Paris s 9,7 miliony návštěvníků v roce 2017.

### Zbrojní průmysl

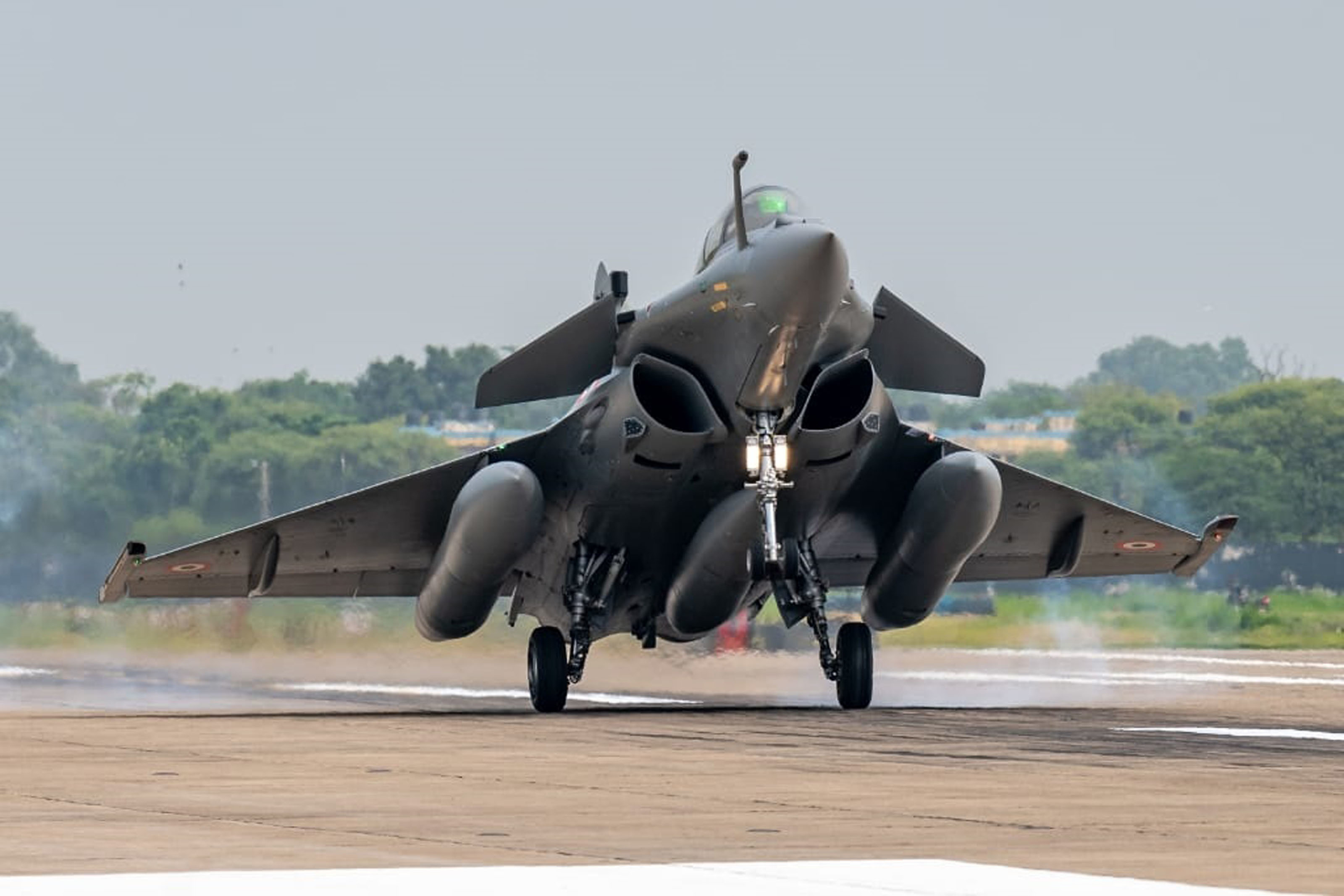
Dassault Rafale

Hlavním zákazníkem francouzského zbrojního průmyslu, pro kterého staví hlavně válečné lodě, zbraně, jaderné zbraně a vybavení, je francouzská vláda.
Rekordně vysoké výdaje na obranu (v současnosti na 35 miliard EUR), které byly za vlády předsedy vlády Jean-Pierra Raffarina značně zvýšeny, směřují převážně do francouzského zbrojního průmyslu.
V období 2000c2015 byla Francie čtvrtým největším vývozcem zbraní na světě.
Francouzští výrobci vyvážejí velké množství zbraní do Saúdské Arábie, Spojených arabských emirátů, Brazílie, Řecka, Indie, Pákistánu, Tchaj-wanu, Singapuru a mnoha dalších.
Bylo oznámeno, že v roce 2015 činil francouzský prodej zbraní mezinárodně 17,4 miliardy amerických dolarů. Vice News vysvětlilo, že „Zatímco Spojené království v tomto ohledu trochu upadlo, Francie si udržela vysokou úroveň výroby vojenského vybavení pro pozemní, leteckou a námořní obranu – nákladný přístup, který se spoléhá na vývoz zbraní a technologií.“

### Móda a luxusní zboží
Podle údajů z roku 2017 sestavených společností Deloitte je francouzská značka Louis Vuitton Moet Hennessey (LVMH) největší luxusní společností na světě podle prodejů a prodává více než dvojnásobné množství svého nejbližšího konkurenta. Francie kromě toho vlastní 3 z 10 největších společností zabývajících se luxusním zbožím podle prodejů (LVMH, Kering SA, L'Oréal), více než kterákoli jiná země na světě.
Paříž je považována za jedno z nejvýznamnějších světových hlavních měst módy nebo dokonce za „světové hlavní město módy“.
Odhaduje se, že francouzská tradice haute couture začíná již v době krále Slunce Ludvíka XIV.

## Doprava

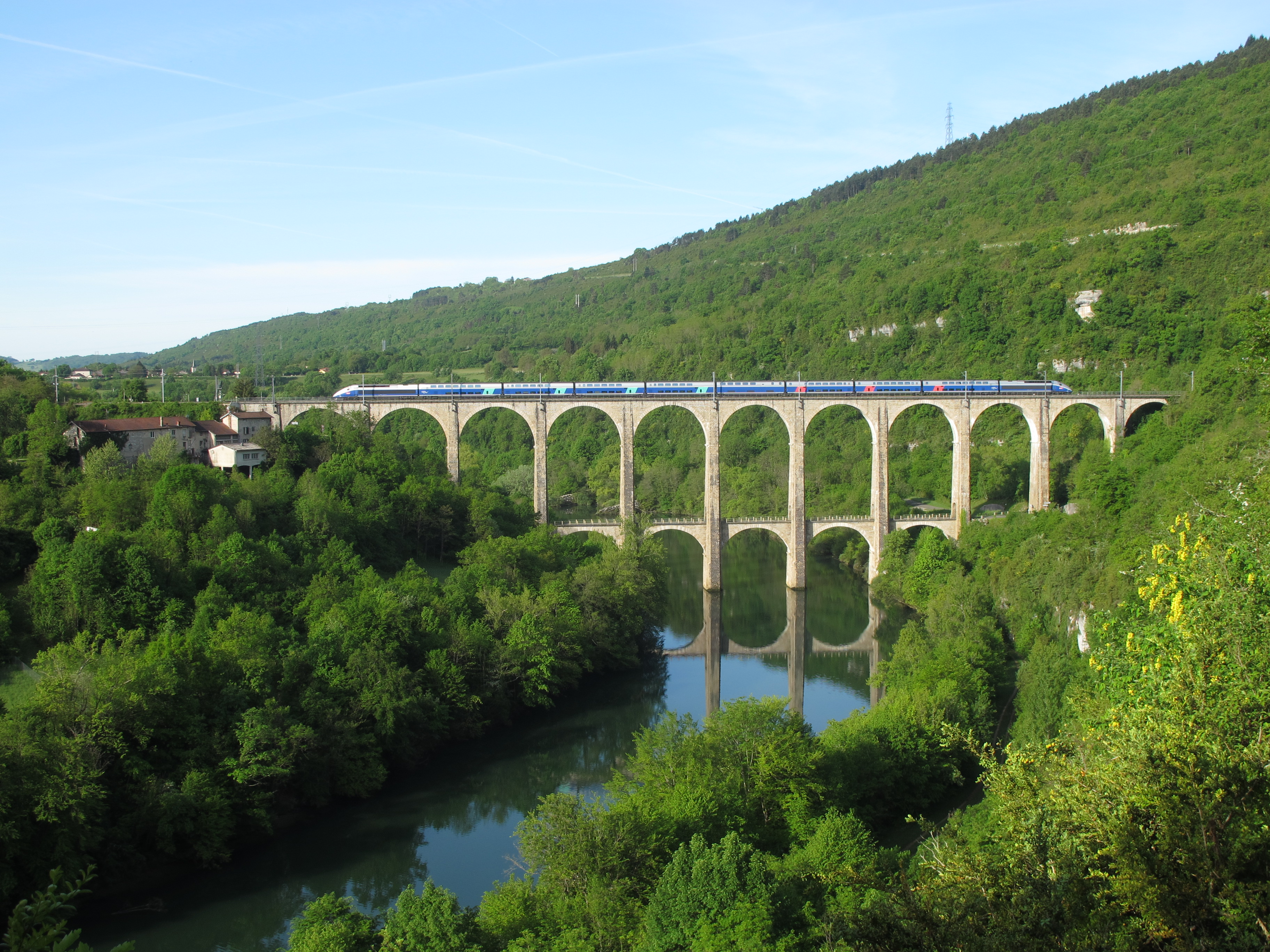
Dvoupatrový vlak TGV na mostě Cize–Bolozon

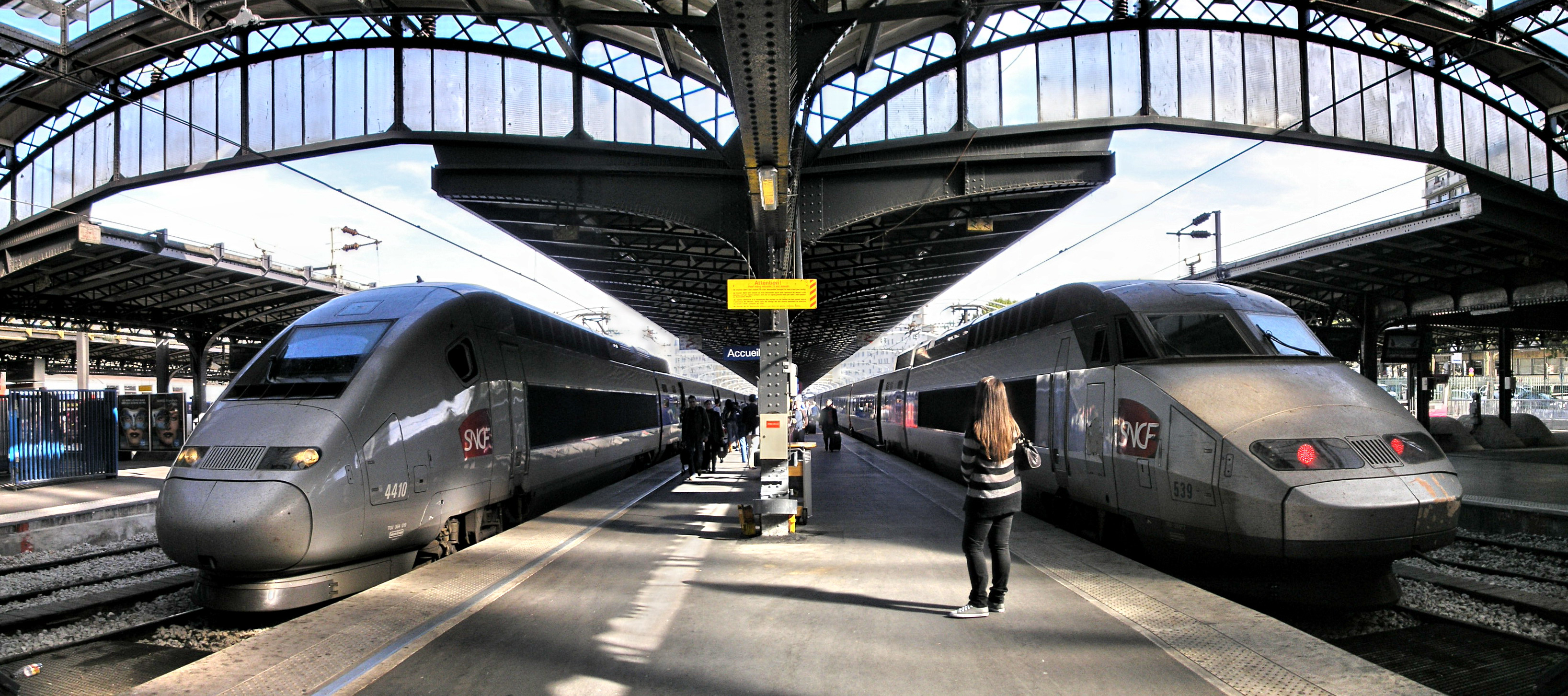
Dva vysokorychlostní vlaky TGV na pařížském nádraží Gare de l'Est

Dopravní síť ve Francii je jedna z nejhustších sítí na světě. Tvoří ji 146 km silnic a 6,2 km železničních tratí na 100 km²s s centrem v Paříži. Vysoce dotovaná železniční síť tvoří relativně malou část přepravy, zdaleka nejvíce je využívána doprava auty. Vysokorychlostní vlaky TGV jsou však využívány nejvíce při překonávání dlouhých vzdáleností, částečně proto, že meziměstským autobusům bylo zabráněno v provozu do roku 2015.
S 3,220 kilometry vysokorychlostních vlakových linek se chlubí druhou nejrozsáhlejší sítí na světě, převyšuje ji pouze Čína.
Letiště Charlese de Gaulla je jedním z nejrušnějších letišť osobní přepravy na světě. Je celosvětově třetí v počtu obsluhovaných destinací a první v počtu zemí obsluhovaných lety bez mezipřistání.
Francie se také může pochlubit řadou přístavů včetně Bayonne, Bordeaux, Boulogne-sur-Mer, Brest, Calais, Cherbourg-Octeville, Dunkerque, Fos-sur-Mer, La Pallice, Le Havre, Lorient, Marseille, Nantes, Nice, Port-la-Nouvelle, Port-vendres, Štrasburk, Toulone atd. Velmi četná jsou také letiště přibližně jich ve Francii je 470. Podle odhadu z roku 2005 existují také 3 heliporty. 288 letišť má zpevněné přistávací dráhy, zbývajících 199 je nezpevněných. Francouzským národním dopravcem je společnost Air France, globální letecká společnost poskytující kompletní služby, které létá do 20 domácích destinací a 150 mezinárodních destinací v 83 zemí (včetně zámořské Francie) na všech 6 hlavních kontinentech.

## Zahraniční investice
Podle studie provedené společností Ernst & Young (EY) byla Francie v roce 2020 největším příjemcem přímých zahraničních investic v Evropě. Předstihla i Spojené království a Německo. Dle EY se jedná  o přímý důsledek reforem prezidenta Macrona v oblasti pracovního práva a zdanění právnických osob, které byly dobře přijaty domácími i mezinárodními investory.

## Pracovní trh
Podle zprávy Amerického úřadu pro statistiku práce (BLS) z roku 2011 je francouzské HDP na obyvatele při paritě kupní síly podobné HDP Spojeného království s pouhými 35 000 dolary na osobu.
Francie dlouhodobě trpí relativně vysokou mírou nezaměstnanosti, a to i v letech, kdy byly její makroekonomické výsledky příznivě srovnávány s ostatními vyspělými ekonomikami. Míra zaměstnanosti francouzského obyvatelstva v produktivním věku je jednou z nejnižších v zemích OECD. V roce 2020 bylo zaměstnáno pouze 64,4% francouzské populace v produktivním věku, ve srovnání se 77 % v Japonsku, 76,1 % v Německu, 75,4 % v UK. Francouzská míra nezaměstnanosti byla vyšší než v USA, tam činila 62,5 %. Tento rozdíl je způsoben nízkou mírou zaměstnanosti ve věku 15-24 let, pouze 38 % v roce 2012, ve srovnání se 47 % v OECD.
Od svého zvolení v roce 2017 zavedl Emmanuel Macron několik reforem trhu, které se osvědčily při snižování míry nezaměstnanosti před globální recesí COVID-19. Na konci roku 2019 byla francouzská míra nezaměstnanosti nejnižší za posledních deset let, i když s v porovnání s jinými rozvinutými ekonomikami stále ještě vysoká.
V letech 2000 a 2010 hledali klasičtí liberální a keynesiánští ekonomové různá řešení problému nezaměstnanosti ve Francii. Teorie keynesiánských ekonomů vedly k zavedení 35hodinového týdnu v roce 1999. V letech 2004 až 2008 se vláda pokusila bojovat proti nezaměstnanosti pomocí reforem na straně nabídky, ale setkala se s prudkým odporem. Kontrakty Nouvelle embauche a Premiére embauche (které umožňovaly pružnější smlouvy) byly obzvláště znepokojivé a oba byly nakonec zrušeny. Sarkozyho vláda využila revenue de solidarité active (dávky v nezaměstnanosti, které nezávisí na předchozích příspěvcích, na rozdíl od běžných dávek v nezaměstnanosti ve Francii.) na pobídku k přijímání zaměstnání, která na živobytí nestačí. Neoliberální ekonomové připisují nízkou míru zaměstnanosti, zvláště patrnou u mladých lidí, údajně vysokým minimálním mzdám, které brání nízko produktivním pracovníkům ve snadném vstupu na trh práce. V červenci 2013 činila míra nezaměstnanosti ve Francii 11 %.
Začátkem dubna 2014 vyjednaly federace a odbory zaměstnavatelů dohodu se za zaměstnavateli v oblasti technologií a poradenství, protože zaměstnanci prodlužovali svou pracovní dobu prostřednictvím telefonní komunikace mimo oficiální pracovní dobu. Podle nové právně závazné pracovní smlouvy se přibližně 250 000 zaměstnanců vyhne ve svém volném čase vyřizování záležitostí souvisejících s prací a jejich zaměstnavatelé se během této doby zdrží případného jednání s nimi.
Každý den asi 80 000 francouzských občanů dojíždí za prací do sousedního Lucemburska, což z nich činí největší přeshraniční skupinu pracovních sil v celé Evropské unii. Lákají je mnohem vyšší mzdy pro různé pracovní skupiny než v jejich vlastní zemi a nedostatek kvalifikované pracovní síly v rozvíjející se lucemburské ekonomice.

## Bankovní systém
Centrální bankou je ve Francii Banque de France, ta dohlíží zejména na úvěrovou politiku obchodních bank. Velká část jejich pravomocí v monetární politice ovšem již přešla na Evropskou centrální banku (ECB). Ke konci roku 2018 čítala Francie 804 bank a finančních ústavů v několika kategoriích, dle jejich zaměření. Ve Francii existují depozitní a obchodní banky.
Hlavní banky v zemi jsou: BNP Paribas, Société générale, Crédit agricole, BPCE, Crédit mutuel, Banque postale.

## Daňový systém
Stejně jako v jiných zemích existují i ve Francii různé daně a poplatky. Daňové zatížení ve Francii je 43 % k HDP[kdy?] a jedno z nejvyšších z členských zemí EU. Největší státní výnos je z následujících daní:
- Daň z přidané hodnoty (taxe sur la valeur ajoutée) – nejvyšší sazba je 20 %, pro několik desítek případů jsou stanoveny i sazby nižší (rozmezí 0–16 %) například 2,1 % na léky hrazené zdravotním pojištěním, 5,5 % na vstupenky na sportovní utkání
- Daň z příjmu fyzických osob (zde jsou sazby progresivní podle několika pásem daňového základu. Každoročně jsou upravována v závislosti na inflaci)
- Daň ze zisku a z příjmů neziskových organizací
- Spotřební daň na pohonné hmoty (je stanovena v centrech na 1 litr paliva v různé výši podle druhu a regionu)
- Daň z nemovitého majetku fyzických osob

Ve Francii odvádí zaměstnanci ze svého příjmu důchodové, zdravotní a nemocenské pojištění a dále také pojištění v nezaměstnanosti. U průměrné mzdy činí odvod zaměstnance 13,70 %, na straně zaměstnavatele je to 42,30 %.

## Zahraniční obchod
Francie je pátým největším obchodním národem na světě a druhým největším obchodním národem v Evropě (po Německu). Její bilance zahraničního obchodu se zbožím byla v letech 1992 až 2001 přebytková a v roce 1998 dosáhla 25,4 miliardy dolarů. Francouzská obchodní bilance byla zasažena hospodářským poklesem a v roce 2000 šla do minusu, přičemž v roce 2003 dosáhla deficitu 15 miliard dolarů. Celkový obchod za rok 1998 činil 730 miliard dolarů, tedy 50 % HDP – dovoz plus vývoz zboží a služby. Obchod se zeměmi Evropské unie tvoří 60 % francouzského obchodu.
V roce 1998 činil obchod mezi Francií a USA zhruba 47 miliard dolarů (pouze zboží). Podle údajů o francouzském obchodu činil americký vývoz 8,7 % – přibližně 25 miliard dolarů z celkového francouzského dovozu. Americké průmyslové chemikálie, letadla a motory, elektronické součástky, telekomunikace, počítačový software, počítače, analytické a vědecké přístroje, lékařské nástroje a spotřební materiál, vysílací zařízení a programování a franšíza jsou pro francouzské dovozce obzvláště atraktivní.  Na druhé straně hlavním francouzským vývozem do USA jsou letadla a motory, nápoje, elektrická zařízení, chemikálie, kosmetika, luxusní výrobky a parfémy. Francie je devátým největším obchodním partnerem USA.
| Pořadí | Země               | Export (2016) |
| ------ | ------------------ | ------------- |
| 1.     | Německo            | 70,1          |
| 2.     | USA                | 40,4          |
| 3.     | Belgie Lucembursko | 36,7          |
| 4.     | Itálie             | 35,3          |
| 5.     | Velká Británie     | 35,3          |
| 6.     | Španělsko          | 34,6          |
| 7.     | Čína               | 18,6          |
| 8.     | Nizozemí           | 16,8          |
| 9.     | Švýcarsko          | 16,2          |
| 10.    | Japonsko           | 8,9           |
| 11.    | Polsko             | 7,9           |
| 12.    | Singapur           | 7,8           |
| 13.    | Turecko            | 7,5           |
| 14.    | Hongkong           | 6,4           |
| 15.    | Irsko              | 6,3           |
| 16.    | Rusko              | 6,1           |
| 17.    | Švédsko            | 5,7           |
| 18.    | Jižní Korea        | 5,7           |
| 19.    | Alžírsko           | 5,3           |
| 20.    | Portugalsko        | 5,3           |

| Pořadí | Země               | Import (2016) |
| ------ | ------------------ | ------------- |
| 1.     | Německo            | 99,8          |
| 2.     | Čína               | 47,9          |
| 3.     | Itálie             | 43,7          |
| 4.     | Belgie Lucembursko | 41,6          |
| 5.     | USA                | 37,9          |
| 6.     | Španělsko          | 37,1          |
| 7.     | Nizozemsko         | 26,4          |
| 8.     | Velká Británie     | 22,4          |
| 9.     | Švýcarsko          | 15,8          |
| 10.    | Polsko             | 10,4          |
| 11.    | Japonsko           | 10,1          |
| 12.    | Irsko              | 7,6           |
| 13.    | Česko              | 7,6           |
| 14.    | Turecko            | 7,5           |
| 15.    | Norsko             | 6,4           |
| 16.    | Portugalsko        | 6,3           |
| 17.    | Švédsko            | 6,0           |
| 18.    | Rakousko           | 5,6           |
| 19.    | Indie              | 5,1           |
| 20.    | Vietnam            | 5,0           |

| Pořadí | Země               | Export (2016) |
| ------ | ------------------ | ------------- |
| 1.     | Německo            | 70,1          |
| 2.     | USA                | 40,4          |
| 3.     | Belgie Lucembursko | 36,7          |
| 4.     | Itálie             | 35,3          |
| 5.     | Velká Británie     | 35,3          |
| 6.     | Španělsko          | 34,6          |
| 7.     | Čína               | 18,6          |
| 8.     | Nizozemí           | 16,8          |
| 9.     | Švýcarsko          | 16,2          |
| 10.    | Japonsko           | 8,9           |
| 11.    | Polsko             | 7,9           |
| 12.    | Singapur           | 7,8           |
| 13.    | Turecko            | 7,5           |
| 14.    | Hongkong           | 6,4           |
| 15.    | Irsko              | 6,3           |
| 16.    | Rusko              | 6,1           |
| 17.    | Švédsko            | 5,7           |
| 18.    | Jižní Korea        | 5,7           |
| 19.    | Alžírsko           | 5,3           |
| 20.    | Portugalsko        | 5,3           |

| Pořadí | Země               | Import (2016) |
| ------ | ------------------ | ------------- |
| 1.     | Německo            | 99,8          |
| 2.     | Čína               | 47,9          |
| 3.     | Itálie             | 43,7          |
| 4.     | Belgie Lucembursko | 41,6          |
| 5.     | USA                | 37,9          |
| 6.     | Španělsko          | 37,1          |
| 7.     | Nizozemsko         | 26,4          |
| 8.     | Velká Británie     | 22,4          |
| 9.     | Švýcarsko          | 15,8          |
| 10.    | Polsko             | 10,4          |
| 11.    | Japonsko           | 10,1          |
| 12.    | Irsko              | 7,6           |
| 13.    | Česko              | 7,6           |
| 14.    | Turecko            | 7,5           |
| 15.    | Norsko             | 6,4           |
| 16.    | Portugalsko        | 6,3           |
| 17.    | Švédsko            | 6,0           |
| 18.    | Rakousko           | 5,6           |
| 19.    | Indie              | 5,1           |
| 20.    | Vietnam            | 5,0           |

| Pořadí | Země               | Celkový obchod (2016) |
| ------ | ------------------ | --------------------- |
| 1.     | Německo            | 169,9                 |
| 2.     | Itálie             | 79,0                  |
| 3.     | USA                | 78,3                  |
| 4.     | Belgie Lucembursko | 78,3                  |
| 5.     | Španělsko          | 71,7                  |
| 6.     | Čína               | 66,5                  |
| 7.     | Velká Británie     | 57,7                  |
| 8.     | Nizozemsko         | 43,2                  |
| 9.     | Švýcarsko          | 32,0                  |
| 10.    | Japonsko           | 19,0                  |

## Ekonomika regionů

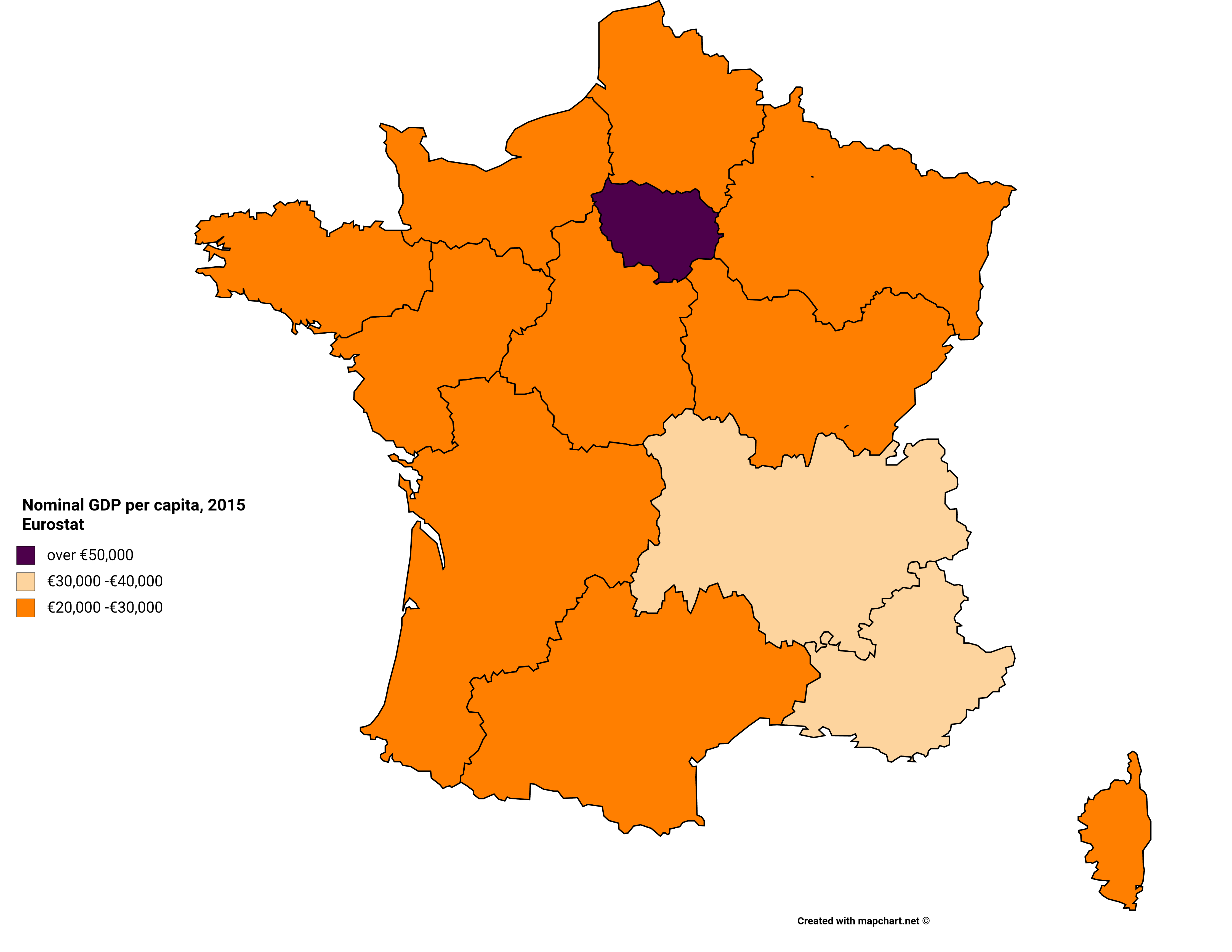
Nominální HDP na obyvatele, 2015 Eurostat

Mapa francouzských vinařských regionů

Nerovnost mezi francouzskými regiony není tak vysoká jako v jiných evropských zemích, například jako ve Spojeném království, Itálii nebo Německu, ale je vyšší než například ve Švédsku, Dánsku nebo dokonce ve Španělsku. Nejdůležitějšími regiony jsou: Ile-de-France (region obklopující Paříž), ten dlouhodobě těží z ekonomické hegemonie hlavního města. Rhône-Alpes (5. největší regionální ekonomika v Evropě, díky svým službám, špičkovým technologiím, chemickému průmyslu, vínu a turistice. Alpes-Côte d'Azur (služby, průmysl, cestovní ruch a vína), Nord-Pas-de-Calais (evropský dopravní uzel, služby, průmysl) a Pays de la Loire (zelené technologie, cestovní ruch). Regiony jako Alsasko, které mají za sebou bohatou průmyslovou minulost jsou v současnosti regiony se specializací na služby s vysokými příjmy a jsou velmi bohaté. Venkovské oblasti se nacházejí hlavně v Auvergne, Limousinu a Centre-Val de Loire. Výroba vína představuje významnou část ekonomiky v Akvitánii (Bordeaux), Burgundsku a v Champagne-Ardennes.
| Pořadí | Region                     | HDP (miliony eur, 2015) | HDP na osobu (eur, 2015) |
| ------ | -------------------------- | ----------------------- | ------------------------ |
| 1      | Île de France              | 671,048                 | 55,433                   |
| 2      | Auvergne-Rhône-Alpes       | 250,197                 | 31,666                   |
| 3      | Nouvelle-Aquitaine         | 163,140                 | 27,527                   |
| 4      | Occitanie                  | 159,326                 | 27,497                   |
| 5      | Hauts-de-France            | 157,316                 | 26,170                   |
| 6      | Provence-Alpes-Côte d'Azur | 154,081                 | 30,709                   |
| 7      | Grand Est                  | 151,880                 | 27,317                   |
| 8      | Pays de la Loire           | 109,965                 | 29,482                   |
| 9      | Normandy                   | 91,810                  | 27,495                   |
| 10     | Brittany                   | 91,406                  | 27,684                   |
| 11     | Bourgogne-Franche-Comté    | 74,074                  | 26,258                   |
| 12     | Centre-Val de Loire        | 70,230                  | 27,226                   |
|        | Réunion                    | 18,373                  | 21,559                   |
|        | Guadeloupe                 | 9,724                   | 22,509                   |
|        | Martinique                 | 9,289                   | 24,516                   |
| 13     | Corsica                    | 8,761                   | 26,629                   |
|        | French Guiana              | 4,441                   | 16,777                   |
|        | Mayotte                    | 2,309                   | 9,755                    |